# Pollock (Familienname)
Pollock ist ein englischer Familienname.

## Namensträger
- Alexander Pollock (Politiker) (* 1944), schottischer Politiker
- Alexander Pollock (Schauspieler), kanadischer Schauspieler
- Channing Pollock (Dramatiker) (1880–1946), US-amerikanischer Dramatiker, Drehbuchautor und Kritiker
- Channing Pollock (Zauberkünstler) (1926–2006), US-amerikanischer Zauberkünstler
- Charles Pollock (1930–2013), US-amerikanischer Möbeldesigner
- Charles Cecil Pollock (1902–1988), US-amerikanischer Maler
- Chris Pollock (* 1977), neuseeländischer Rugby-Union-Schiedsrichter
- Daniel Pollock (1968–1992), australischer Schauspieler
- David Pollock, 3. Viscount Hanworth (* 1946), britischer Politiker
- Donald Ray Pollock (* 1954), US-amerikanischer Schriftsteller
- Edwin Taylor Pollock (1870–1943), US-amerikanischer Marineoffizier
- Eileen Pollock (Drehbuchautorin) (1926–2012), US-amerikanische Drehbuchautorin und Fernsehproduzentin
- Eileen Pollock (Schauspielerin) (1947–2020), britische Schauspielerin
- Ernest Pollock, 1. Viscount Hanworth (1861–1936), britischer Jurist und Politiker
- Evelyn Pollock (* 1977), US-amerikanische Sängerin
- Finlay Pollock (* 2004), schottischer Fußballspieler
- Francis Pollock (Pseudonyme: Frank L. Pollock, Frank Lillie Pollock; 1876–1957), kanadischer Abenteuer- und Phantastik-Schriftsteller
- Frederick Pollock, 1. Baronet (1783–1870), britischer Jurist und Politiker
- Frederick Pollock, 3. Baronet (1845–1937), britischer Jurist und Historiker
- Friedrich Pollock (Frederick Pollock; 1894–1970), deutscher Sozialwissenschaftler
- George Pollock (General) (1786–1872), britischer Feldmarschall
- George Pollock (Regisseur) (1907–1979), britischer Regisseur
- Graeme Pollock (* 1944), südafrikanischer Cricketspieler
- Griselda Pollock (* 1949), südafrikanisch-britische Kunsthistorikerin und Publizistin
- Harry Evelyn Dorr Pollock (1900–1982), britischer Archäologe
- Howard Wallace Pollock (1920–2011), US-amerikanischer Politiker
- Ida Pollock († 2013), britische Schriftstellerin
- Jackson Pollock (1912–1956), US-amerikanischer Maler
- Jame Pollock (* 1979), kanadischer Eishockeyspieler
- James Pollock (1810–1890), US-amerikanischer Politiker
- James Pollock (Kolonialbeamter) (1893–1982), britischer Kolonialbeamter und Politiker (UUP)
- James Arthur Pollock (1865–1922), australischer Physiker
- James Barkley Pollock (1863–1934), US-amerikanischer Botaniker
- James K. Pollock (1898–1968), US-amerikanischer Politikwissenschaftler
- Jessie Pollock (1840–1919), US-amerikanische Bogenschützin
- Jim Pollock (* 1958), schottischer Rugby-Union-Spieler
- John L. Pollock (* 1940), US-amerikanischer Philosoph
- Joshua Pollock (* 1983 oder 1984), US-amerikanischer Pokerspieler
- Judy Pollock (* 1940), australische Sprinterin und Mittelstreckenläuferin
- Lori L. Pollock (* 20. Jahrhundert), US-amerikanische Informatikerin und Hochschullehrerin
- Marilyn Middleton Pollock (* 1947), US-amerikanische Sängerin
- Matthew Pollock (* 1990), US-amerikanischer Volleyballspieler
- Mattie Pollock (* 2001), englischer Fußballspieler
- Michael Pollock (Admiral) (1916–2006), britischer Admiral
- Michael Pollock (Sänger) (1921–2003), US-amerikanischer Opernsänger (Tenor)
- Paul Pollock (1949–2022), australischer Maler
- Peter Pollock (* 1941), südafrikanischer Cricketspieler
- Rhys Pollock (* 1980), australischer Radsportler
- Robert Pollock (* 1951), neuseeländischer Schauspieler und Drehbuchautor
- Robert E. Pollock (1936–2018), kanadisch-amerikanischer Physiker
- Sam Pollock (1925–2007), kanadischer Eishockeyfunktionär und General Manager
- Sharon Pollock (* 1936), kanadische Schriftstellerin
- Shaun Pollock (* 1973), südafrikanischer Cricketspieler
- Sheldon Pollock (* 1949), US-amerikanischer Asienforscher
- Susan Pollock (* 1955), US-amerikanische Archäologin
- Ted Pollock (1920–2008), kanadischer Badmintonspieler
- Thomas Pollock (1654–1722), britischer Kolonialgouverneur der Province of North Carolina
- Thomas Elmer Pollock (* 1943), US-amerikanischer Ruderer und Olympiateilnehmer
- Tom Pollock (1925–1994), kanadischer Eishockeyspieler
- Tresa Pollock (* 1961), US-amerikanische Ingenieurin
- William Pollock (Gewerkschafter) (1899–1982), US-amerikanischer Gewerkschafter
- William H. K. Pollock (1859–1896), englischer Schachspieler
- William P. Pollock (1870–1922), US-amerikanischer Politiker.